# İlisu
İlisu est un village du raion de Qax en Azerbaïdjan.

## Démographie
Sa population est d'environ 1 370 habitants. 